# ثروتمند و مشهور (فیلم ۱۹۸۱)
ثروتمند و مشهور (به انگلیسی: Rich and Famous) فیلمی محصول سال ۱۹۸۱ و به کارگردانی جرج کیوکر است. در این فیلم بازیگرانی همچون جکلین بیسیت، کندیس برگن، دیوید سلبی، هارت بوچنر، استیون هیل، مایکل براندون، مگ رایان، نیکول اگرت، دیک کَـویت و فی کنین ایفای نقش کرده‌اند.